# Harpalus fuscipalpis
Harpalus fuscipalpis es una especie de escarabajo del género Harpalus, familia Carabidae. Fue descrita científicamente por Sturm en 1818.
Habita en Francia, Alemania, Suiza, Austria, Chequia, Eslovaquia, Hungría, Ucrania, Macedonia del norte, Moldavia, Turquía, Irán, Armenia, Azerbaiyán, Kazajistán, Turkmenistán, Kirguistán, Tayikistán, China, Pakistán, India, Rusia, Mongolia, Estados Unidos y Canadá (desde Nueva Escocia, Territorios del Noroeste y Alaska hasta Ohio, Iowa, Nuevo México y California).
Esta especie mide 7.3-9.8 mm. Se encuentra en sitios y lugares abiertos como graveras, campos baldíos y también en terrenos secos con poca vegetación.